# Porąbki (Golcowa)
Porąbki – część wsi Golcowa w Polsce położona w województwie podkarpackim, w powiecie brzozowskim, w gminie Domaradz.
W latach 1975–1998 część wsi należała administracyjnie do województwa tarnowskiego